# Dziwny lokator
Dziwny lokator (hiszp. El habitante incierto) – hiszpański thriller z 2004 roku w reżyserii Guillema Moralesa. Zdjęcia kręcono w prowincji Barcelona. Film miał premierę w grudniu 2004 roku podczas Katalońskiego Międzynarodowego Festiwalu Filmowego w Sitges.

## Obsada
- Andoni Gracia − Félix
- Mónica López − Claudia/Vera
- Francesc Garrido − Bruno
- Agustí Villaronga − Martín
- Fina Rius − Alicia
- Minnie Marx − pani Mueller